# Le bœuf sur le toit (Milhaud)
Le bœuf sur le toit, op.58, è un balletto-pantomima composto dal membro del Gruppo dei Sei Darius Milhaud nel 1919, su un testo di Jean Cocteau e, originariamente, con le scenografie di Raoul Dufy. È basato su temi popolari sud-americani e in particolare brasiliani (ve ne sono citati circa 30) a causa dell'amore dell'autore verso i Paesi in cui aveva vissuto per circa 5 anni durante la prima guerra mondiale.
Dello stesso brano esiste anche una versione per violino e orchestra (op.58b) con una cadenza scritta da Arthur Honegger e una per due pianoforti (op.58a), entrambe coeve.

## Caratteristiche
Dotata di temi energici e molto ritmati, il balletto è in un movimento unico e presenta un'armonia in certi punti fortemente bitonale, "trasparente e chiara secondo i dettami del Gruppo dei Sei che proprio in quegli anni andava formandosi attorno a Erik Satie". Il balletto creato per la prima esecuzione fu affidato al celebre gruppo circense dei Fratellini. Nelle intenzioni del compositore questo balletto avrebbe dovuto essere la colonna sonora di un film di Charlie Chaplin: il sottotitolo di quest'opera è infatti "Sinfonia cinematografica su motivi sudamericani".
Il soggetto di Cocteau tratta di un singolare bar americano durante il proibizionismo dove si incontrano individui molto strani (un allibratore, un nano, un pugile, una donna vestita da uomo ecc.) che stanno per dare luogo ad una rissa; dopo diversi incidenti e peripezie, all'apparire di un poliziotto, la scena si placa e diventa un tranquillo caffè. 
Il bar "Le bœuf sur le toit" in realtà all'epoca non esisteva, ma, proprio grazie al successo di questa composizione, il locale frequentato dal Gruppo dei Sei (chiamato "La gaya") ne prese il nome.

## Prima esecuzione
La prima esecuzione andò in scena il 21 febbraio 1920 presso il Théâtre des Champs-Élysées di Parigi e, oltre a questo balletto, la serata comprese anche Adieu New York di Georges Auric, Cocardes di Francis Poulenc e Trois petites pièces montées di Erik Satie.